# Liste der Turkvölker
Liste der Turkvölker.

## Historische Turkvölker und Stammesverbände
- Agatziren
- Bolgaren
- Chasaren, Qasaren oder auch Hazaren
- Göktürken/Kök-Türken (siehe hierzu auch den Artikel Aschina)
- Hunnen (möglich, aber nicht eindeutig gesichert)
- Kangly
- Karachaniden
- Karluken
- Keraiten, eventuell auch ein türkischsprachiger, mongolischer Stammesverband
- Kerulen-Tataren
- Kimek oder auch Kimak
- Jenissei-Kirgisen
- Kutriguren (möglich, aber nicht gesichert)
- Kiptschaken/Kumanen (Teile der ungarisch-sprachigen Szekler Rumäniens können möglicherweise als Nachfahren der Kumanen angesehen werden.)
- Naimanen
- Oghusen
  - Sekiz-Oghusen („Achtpfeiler“)
  - Dokuz/Toguz-Oghusen („Neunpfeiler“)
  - Otuz-Oghusen („Dreißigpfeiler“)
  - Üch-Oghusen („Dreipfeiler“)
  - Aus den Oghus-Stämmen gingen bedeutende Fürstendynastien hervor wie die Seldschuken oder die Weißen- und Schwarzen Hammel
- Onoguren
- On-Ok (Westliche Göktürken)[1]
- Petschenegen
- Sabiren
- Scha-t’o
- Tabgatsch
- Tohsi
- Tölös
- Tschigil
- Türgesch
- Barak Türkmenen
- Turkuten (Nachfolger der Turuken)
- Turuken (ältestes bekanntes (Hunnen)-Turkvolk, auch Turuk-Hunnen oder Türük-Hunnen genannt)
- Utiguren (möglich, aber nicht gesichert)
- Uz
- Yagmar

## Liste moderner Turkvölker und türkischer Volksgruppen bzw. Stämme
- Abdalen
- Afschar
- Manaven
- Aserbaidschaner/Azeri/Aserbaidschan-Türken (in Aserbaidschan, Iran und in der Türkei)
- Aynallu
- Baharlu
- Balkaren
- Baschkiren
- Karäer/Karaimen
- Karapapaken/Terekeme
- Karakalpaken
- Karatschaier
- Kaschgai
- Kasachen/Kasak-Kirgisen
- Kirgisen/Kara-Kirgisen
- Kizilbaschen (Nachfahren der 7 Turkstämme, welche die „Kizilbasch Armee“ bildeten)
- Krimtschaken (jüdische Volksgruppe)
- Krimtataren/Krimtürken
- Kumyken/Kumüken
- Mescheten
- Nafar
- Nogaier/Nogaier-Tataren
- Salar
- Sibirische Turkvölker
  - Altaier/Berg-Oyraten
  - Chakassen
  - Fuyu-Kirgisen (Mandschurei)
  - Dolganen
  - Jakuten/Sacha (überwiegend christlich-orthodoxe Volksgruppe)
  - Schoren
  - Teleuten
  - Tuwiner/Uriangqai (überwiegend lamaistische Volksgruppe)
  - Tofalaren/Karagassen
- Tataren
- Tschuwaschen (formal christlich-orthodoxe Volksgruppe)
- Türken
  - Tahtacı (alevitische Türken)
  - Yörük-Türkmenen
  - Balkan-Türken:
    - Gagausen (christlich-orthodoxe Volksgruppe)
      - Karamanlı (christlich-orthodoxe Volksgruppe)
      - türkischsprachige Volksstämme griechischer Herkunft:
        - Kreta-Türken
        - Urum (türkischsprachige Graeko-Tataren)
- Turkmenen/Turkomanen
- Uiguren
- ein Teil der Yugur
- Usbeken
- Chaladsch/Khalaj

## Kleine turkstämmige Gruppen
- Biltir
- Sagaj
- Tschulymer
- Qatscha
- Xojbal
- Xysyl

## Liste von Sammelbezeichnungen für diverse Turkvölker
- Berg-Tataren
- Khamseh
- Turkomanen